# Jacques Teuira
Jacques Teuira, dit Jacky Teuira, né le 14 décembre 1933 à Papeete en Polynésie française, est le président du gouvernement de la Polynésie française du 12 février 1987 au 9 décembre 1987.

## Biographie
Il a été président de l'Assemblée de la Polynésie française d'avril 1983 à mars 1987.
Le prédécesseur de Teuira, Gaston Flosse, fut le premier président de la Polynésie française et le chef du parti politique de Teuira, le pro-autonomie Tahoera'a Huiraatira. En février 1987, Flosse quitta la présidence pour devenir le premier et unique secrétaire d'État français chargé des Affaires du Pacifique. Flosse a choisi Jacky Teuira comme successeur trié sur le volet à la présidence, au détriment de son protégé de longue date, Alexandre Léontieff. Teuira a été assermenté à la présidence de la Polynésie française le 12 février 1987.
L'administration de Teuira en Polynésie française durerait moins d'un an. Léontieff a cédé à la présidence en formant une coalition majoritaire à l'Assemblée de la Polynésie française avec d'autres hommes politiques opposés à Flosse et à Teuira. La coalition de Léontieff a déposé une motion de censure contre Teuira, qui a été adoptée par l'Assemblée. Cette décision a contraint Teuira à démissionner de son poste de président de la Polynésie française en décembre 1987.